# مركز تورنتو للفنون
مركز تورنتو للفنون، المعروف سابقاً باسم «مركز فورد للفنون الأدائية» هو مركز للفنون المسرحية يقع في مدينة نورث يورك في تورنتو، كندا. افتتح عام 1993 باسم «مركز نورث يورك للفنون الأدائية». صممّه المعماري الكندي إيبرهارد زيدلر للعروض المسرحية والموسيقية والفنون الأدائية الأخرى. في الافتتاح، منحت نورث يورك إدارة المركز لشركة ليفنت التي باعت حقوق التسمية عام 1994 لشركة فورد موتور. كان المركز يضمّ ثلاثة مسارح في الأصل: المسح الرئيسي وسعته 1727 مقعداً، وقاعة جورج ويستون ريسيتال بسعة 1036 مقعداً ومسرح الاستديو متعدد الأغراض بسعة 200 مقعداً. عندما أعلنت شركة ليفنت الإفلاس عام 1998، تولت مدينة تورنتو السيطرة على المنشأة.
كان المسرح الرئيسي مسرح لعرض موسيقى أولاد جيرزي التي أنتجتها شركة دانكاب منذ آب (أغسطس) 2008 حتى آب (أغسطس) 2010. قبل ذلك كان مسرح عرض شارع الغروب (موسيقى) للموسيقار أندرو لويد ويبر عام 1995 وقارب العرض المنتج عام 1993 والذي نقل إلى مسرح برودواي لاحقاً. بعد توقّف عرض دانكاب، واجه المركز صعوبات في العثور على ما يكفي من المستأجرين للمرحلة التالية، وبدأت سلسلة من التجديدات منذ عام 2014 حتى 2016، حيث تم تقسيم المسرح الرئيسي إلى مسرحين صغيرين. بني مسرح غرينوين على المسرح والحجرات الخلفية وكانت سعته 296 مقعداً، في حين أصبح ما تبقى من منه مسرحاً غنائياً باسم مسرح لايركس بسعة 576 مقعداً ويحتوي على لوحات للإضاءة والصوت.

## وصلات خارجية
- الموقع الرسمي لمركز تورنتو للفنون نسخة محفوظة 19 سبتمبر 2017 على موقع واي باك مشين.